# Hexapodibius micronyx
Hexapodibius micronyx is een soort in de taxonomische indeling van de beerdiertjes (Tardigrada).
Het diertje behoort tot het geslacht Hexapodibius en behoort tot de familie Microhypsibiidae. De wetenschappelijke naam van de soort werd voor het eerst geldig gepubliceerd in 1969 door Pilato.